# Hendrik Johannes Tjaart Venter
Hendrik Johannes Tjaart Venter  ( 1938 - ) es un botánico, y explorador sudafricano de origen neerlandés; que realizó extensas expediciones botánicas a Sudáfrica.

## Algunas publicaciones
- hendrik j.t. Venter, rudolf l. Verhoeven. 2000. Raphionacme sylvicola (Apocynaceae, Periplocoideae), a New Species from Zambia. Novon 10 ( 2 ): 169-174
- h. johan t. Venter, rudolf l. Verhoeven. 2002. Diversity and Relationships within the Periplocoideae (Apocynaceae). En: Ann. of the Missouri Botanical Garden 88 (4), Proc. of the First Apocynaceae Symposium. ISBN 0026-6493
- rudolf l. Verhoeven, h. johan t. Venter. 2002. Pollen Morphology of the Periplocoideae, Secamonoideae, and Asclepiadoideae (Apocynaceae). En: Ann. of the Missouri Botanical Garden 88 (4), Proc. of the First Apocynaceae Symposium. ISBN 0026-6493

### Libros
- 1966. 'n Floristiese-ekologiese studie van die plantegroei van die Ubisana-vallei, Ngoye-berg, Zoeloeland (Estudio florístico-ecológico de la vegetación del Valle Ubisana, Ngoye Montaña, Zululandia). 148 pp.
- 1972. Die plantekologie van Richardsbaai, Natal. Ed. Universidad de Pretoria. 274 pp.
- h.j.t. Venter, andor Reyneke. 1976. Bome en struike van die Oranje-Vrystaat = Trees and shrubs of the Orange Free State (Los árboles y arbustos del Estado Libre de Orange). Ed. Bloemfontein. 240 pp. ISBN 0-7964-0012-1

- La abreviatura «Venter» se emplea para indicar a Hendrik Johannes Tjaart Venter como autoridad en la descripción y clasificación científica de los vegetales.[3]